# Rezerwat przyrody Las Mątawski
Rezerwat przyrody Las Mątawski – leśny rezerwat przyrody w województwie pomorskim, w powiecie malborskim, w gminie Miłoradz oraz wąski pas w gminie Sztum. Jest izolowany wśród terenów polno-łąkowych. Został utworzony w 2005 roku na powierzchni 231,78 ha. Rezerwat obejmuje obszar przyłączonych rezerwatów Las Łęgowy nad Nogatem i Mątowy jak również nowych połaci leśnych znajdujących się poza dotychczasowymi rezerwatami (m.in. Cypel Mątowski). Leży na terenie Nadleśnictwa Kwidzyn.
Obszarem ochronnym rezerwatu objęte są deltowate kompleksy leśne rozwidlenia Wisły i Nogatu (będące jedyną pozostałością większego obszaru leśnego), oddzielone od akwenów rzecznych groblami i wałami przeciwpowodziowymi. Przez obszar chroniony przebiega szosa niebędąca częścią rezerwatu. Występujący tu drzewostan jesionowo-dębowy przekracza znacznie wiek 150 lat. Rośnie tu także grupa około 180-letnich topól białych, zwana przez okolicznych mieszkańców Dwunastoma apostołami (obecnie jest ich już tylko 6).
Rezerwat jest ostoją rzadkich ptaków (m.in. bielika, kani czarnej i kani rudej). Rezerwat jest największym zbiorowiskiem leśnym obszaru delty Wisły ograniczonego Mierzeją Wiślaną, Wysoczyzną Elbląską, Pojezierzem Iławskim, Pojezierzem Chełmińskim i korytem przepływu Wisły. Najbliższe miejscowości to Piekło i Pogorzała Wieś.
Rezerwat „Las Mątawski” znajduje się w granicach Środkowożuławskiego Obszaru Chronionego Krajobrazu oraz dwóch obszarów sieci Natura 2000: siedliskowego „Dolna Wisła” PLH220033 i ptasiego „Dolina Dolnej Wisły” PLB040003. Wąski płat w południowej części rezerwatu leży w granicach Obszaru Chronionego Krajobrazu Białej Góry.
Rezerwat nie posiada planu ochrony, ustanawiane są dla niego zadania ochronne. Obszar rezerwatu objęty jest ochroną czynną.